# Curtili Mància
Curtili Mància (en llatí Curtilius Mancia) va ser un militar romà del segle i.
Va ser legat imperial de l'exèrcit romà del Rin durant el regnat de Neró. Va participar activament en la lluita dirigida per Dubi Avit contra la lliga que havien format els tèncters, brúcters i ampsivaris contra Roma entre els anys 56 a 59.